# 姚襄
姚 襄（よう じょう、331年 - 357年5月）は、五胡十六国時代の羌族酋長。字は景国。姚弋仲の五男で、後秦の創建者姚萇の兄である。

## 生涯

### 父の時代
父の姚弋仲は後趙に仕え、暴君といわれる石虎からも一目置かれる存在であった。
姚襄は17歳になると身長は八尺五寸に達し、腕を垂らせば膝下に届くほど長かった。勇健にして威武を有し、知謀にも長けていた。また、物事の本質を見抜くことができ、難民を受け入れてはよく安撫していた。そのため、士民問わずみな彼を敬愛し、姚弋仲へ姚襄を後継に立てるよう求めた。姚弋仲は姚襄が長男でないことから認めなかったが、この請願が1日に数千を超えるほどとなると、姚襄に兵を授けるようになった。
冉閔の乱により後趙が乱れると、姚弋仲は密かに関中に割拠しようと目論んだが、氐族酋長苻洪もまた同じ考えを抱いていた。永和6年（350年）1月、姚弋仲の命により、姚襄は5万の兵を率いて苻洪を攻撃したが、大敗を喫して3万の兵が捕らわれた。
2月、冉閔が鄴で後趙の皇族を虐殺して冉魏を興すと、石祗はこれに対抗して襄国で帝位に即いた。この時、姚襄は石祗より使持節・驃騎将軍・領護烏桓校尉・豫州刺史に任じられ、新昌公に封じられた。
永和7年（351年）2月、冉閔が襄国を百日余りに渡って包囲すると、石祗は姚弋仲へ援軍を乞うた。姚弋仲はこれに応じ、姚襄は2万8千の兵を率いて灄頭から襄国救援に向かった。出発に際して姚弋仲は「冉閔は仁を捨て義に背き、石氏を屠滅した。我はかつて石虎より厚い恩顧を賜った。自ら復讐すべきであるが、老病故にそれができない。汝の才は冉閔に十倍する。もし奴を殺すか捕らえるかができないなら、二度と戻って来るな！」と戒めた。
3月、姚襄が襄国に迫ると、冉閔は車騎将軍胡睦を長蘆へ派遣して防がせたが、姚襄はこれを返り討ちにし、その兵をほぼ全滅させた。冉閔が全軍を挙げて出撃すると、姚襄は後趙の汝陰王石琨・前燕の禦難将軍悦綰らと共に三方から冉閔を撃ち、さらに石祗が後方から呼応した。これにより冉閔は大敗し、死者は10万人を超えた。冉魏を撃破すると姚襄は灄頭へ戻ったが、冉閔を捕らえることができなかったので、姚弋仲は怒って姚襄に百杖の罰を加えた。4月、石祗は配下の劉顕の裏切りにより殺され、後趙は滅亡した。
11月、姚弋仲が東晋に帰順すると、姚襄は東晋より持節・平北将軍・并州刺史に任じられ、即丘県公に封じられた。
永和8年（352年）3月、姚弋仲は病を患うと、子の姚襄らへ「我は元々晋室の大乱に遭遇し、石氏の厚遇を受けたために賊臣を討ってその徳に報いようとしたのである。しかし今、石氏はすでに滅び、中原に主君はない。古来より、戎狄で天子となった者はない。我が死んだ後は汝らは晋に帰して臣節を尽くし、不義の事をなすことのないように」と述べ、やがて病没した。

### 東晋に帰順
姚襄はその集団を継承すると、父の死を秘匿して喪を発しなかった。6万戸を率いて南へ進むと、陽平・元城・発干を尽く攻め落として3千家余りを殺掠し、碻磝津に駐屯した。この時、王亮を長史に、尹赤を司馬に、伏子成を左部帥に、斂岐を右部帥に、王黒那を前部帥に、強白を後部帥に、薛讃・権翼を参軍に任じた。
同月、姚襄は前秦軍と戦うも敗れ、3万戸余りを失った。その後、南下して滎陽に入ると、父の喪を発してこれに服した。さらに、前秦の将軍高昌・李歴と麻田で交戦となったが、戦乱の最中に流れ矢が乗っていた馬に当たり、死んでしまった。弟の姚萇は馬を下りて姚襄に差し出すと、姚襄は「汝はどうやって免れるのか」と問うたが、姚萇は「ただ兄を救うのみです。それに、豎子（青二才）がどうしてこの萇を害することができましょうか」と答えた。この後、救援が到来したので、共に難を免れることができた。この戦いで尹赤は前秦に降伏した。
4月、姚襄は配下を率いて東晋に帰順し、5人の弟を人質として建康へ送った。詔が下り、姚襄は譙城に駐屯するよう命じられた。その後、姚襄は単騎で淮河を渡って寿春へ赴くと、東晋の安西将軍・豫州刺史謝尚のもとを訪ねた。謝尚は以前より姚襄の名を聞いていたので、武官を引き払わせて平服で出迎えると、まるで旧知の仲のように親しく語らい合った。
6月、謝尚が前秦の征東大将軍張遇の守る許昌を攻めると、姚襄もまたこれに従軍した。前秦君主苻健は丞相苻雄・衛大将軍苻菁に歩騎2万を与えて救援に向かわせた。潁水の誡橋において両軍は激突したが、謝尚軍は大敗を喫し、1万5千の死者を出した。謝尚は淮南へ逃走したが、姚襄は輜重を放棄して芍陂まで謝尚を護衛した。これ以降、謝尚は尽くの事案について、姚襄に付託するようになった。
永和9年（353年）9月、駐屯地を歴陽に移した。前燕・前秦が精強であったことから北伐は時期尚早と判断し、淮河一帯で広く屯田を行い、将士を訓励した。

### 殷浩との抗争
当時、寿春を鎮守していた東晋の中軍将軍・揚州刺史殷浩は姚襄が強盛である事を妬み、またその威名を恐れていた。ある時、姚襄の配下で殷浩に帰順しようとする者がいたが、姚襄はこれを誅殺した。これを聞いた殷浩は遂に姚襄誅殺を目論み、まずその諸弟を捕らえると、幾度も刺客を派遣して姚襄を刺殺しようとした。だが、刺客はみな寝返って内情を漏らし、姚襄は彼らを旧臣のように遇した。殷浩はさらに将軍魏憬に五千余りの兵を与えて姚襄を襲わせたが、姚襄はこれを返り討ちにして魏憬を斬り殺し、その兵を吸収した。殷浩は益々憎しみを深め、龍驤将軍劉啓に譙を守らせ、姚襄を梁国の蠡台に移らせ、上表して梁国内史に任じた。
その後、魏憬の子弟が幾度も寿春を往来するようになると、姚襄は殷浩の謀略を益々疑い、参軍権翼を殷浩の下に派遣した。殷浩は権翼を迎え入れて「我と姚平北（姚襄のこと。この時平北将軍であった）は共に王臣であり、苦楽を同じくしている。平北はいつも勝手に振る舞い、甚だ輔車の理を失しているといえよう。どうしてこれに期待しようか！」と述べると、権翼は「平北の英姿は絶世であり、数万の兵を擁し、遠方より晋室に帰順しました。朝廷が道を有し、宰輔が明哲であるが故です。今、将軍は軽々しく讒慝（邪悪・奸佞）の言を信じ、平北との間に隙が生じております。愚考ながら、猜嫌の端はここにあり、彼にはないかと存じます」と言い返した。殷浩は「平北の姿性は豪邁であるが、生殺を自由にしている。また、小人に好き勝手にさせ、我の馬を略奪させている。王臣の礼とはこのようであったかね」と問うと、権翼は「平北は聖朝に帰命したのに、どうして妄りに無辜を殺しましょうか。悪党というものは王法が容れるところではありません。これを殺してどのような害がありましょうか！」と述べた。殷浩は「それならば我の馬を掠したことはどうなのだ」と問うと、権翼は「将軍は平北が雄武で制するのは難しいことから、これを討伐せんとしております。故に自衛のために馬を取ったまでです」と答えた。殷浩は笑って「どうしてこのようなことになってしまったのだろうな」と述べ、権翼を帰らせてやった。
その後、殷浩は将軍謝万に姚襄を討たせたが、姚襄は返り討ちにした。これにより、殷浩はさらに激怒した。
10月、殷浩は7万の兵を率いて北伐を敢行すると、姚襄をその前鋒とした。姚襄はこれに呼応する振りをして兵を率いて北へ向かうと、殷浩が到来する頃合いを見計らい、密かに夜闇に紛れて伏兵を配した。殷浩は姚襄を追って山桑まで至ったが、姚襄はこれを迎え撃ち、殷浩を大敗させた。殷浩は輜重を放棄して逃走し、譙城に入った。姚襄は1万人余りを俘斬し、その物資を尽く手に入れた。捕らえた士卒の多くが逃亡すると、姚襄は兄の曜武将軍姚益に山桑の砦を守らせ、自らはまた淮南へ向かった。
11月、殷浩はまたも龍驤将軍劉啓・王彬之を派遣して山桑を攻撃すると、姚襄は淮南から救援に向かい、劉啓・王彬之を破って両者を討ち取った。その後、進軍して芍陂に拠った。
12月、鼓行しながら淮河を渡り、盱眙に駐屯した。ここで流民を招掠すると、その兵は7万を数えた。各拠点に守宰を配置して農耕と養蚕を振興すると、さらに建康へ使者を派遣して殷浩の罪状を報告すると共に、混乱を招いたことを陳謝した。

### 東晋より離反
永和10年（354年）2月、姚襄は前燕に使者を派遣し、帰順の意を示した。
5月、江西の流民郭敞ら千人余りは東晋の陳留内史劉仕を捕らえると、姚襄に帰順した。これにより、東晋朝廷は震え上がった。
11月、東晋から帰還途上であった前秦の武都王苻安を捕らえ、洛州刺史に任じた。
永和11年（355年）1月、大将軍・大単于を自称し、完全に東晋と決別した。
4月、姚襄の将兵は多くが北方の人であり、みな北に戻るよう勧めると、これに従った。5月、外黄に侵攻すると、東晋の冠軍将軍高季が迎え撃った。姚襄軍は大敗を喫したが、敗残兵を集めて撫恤したことで、勢力は盛り返した。ちょうど高季が亡くなったので、機に応じて許昌へ入った。この後、関中攻略を目論み、まずは河東へ進軍する準備を始めた。

### 洛陽を攻撃
永和12年（356年）5月、許昌を出発し、周成が割拠する洛陽へ攻め入った。7月、攻撃開始から1か月以上経過したが、未だ攻略出来ずにいたので、長史王亮は「明公の英略は世を蓋い、その兵は強く、民もまた集っております。今、堅城の下で兵を屯しておりますが、気力は使い果たしてその威は挫かれております。これでは他の寇に乗じられるやもしれません。これこそ危亡の道です。一旦河北に戻り、遠略を図るべきかと」と諌めたが、姚襄は「洛陽は小とはいえども、山河により四塞の固を備え、用武の地でもある。我はまず洛陽に拠り、然る後に大業を開建するつもりなのだ」と答え、従わなかった。間もなくして王亮はこの世を去った。姚襄は甚だ悲しんで「天は我に大事を成させないつもりであろうか。王亮が我を捨て去ってしまった！」と慟哭した。
東晋の征西大将軍桓温は江陵から姚襄討伐の兵を挙げ、洛陽へ迫った。8月、桓温が伊水の上流に到達すると、姚襄は洛陽の包囲を解いて桓温に備え、精鋭を伊水の北にある林の中に隠した。さらに、使者を派遣すると桓温へ「自ら王師を率いて来られたからには、この襄は身を奉じて命に帰す所存です。三軍に少し後退するよう命じて頂ければ、道左に拝伏しましょう」と申し入れた。しかし桓温は「我は自ら中原を開復し、山陵を展敬しており、君のことなどに関心はない。訪ねてきたければ、近くにいるのだからすぐ会うことができよう。どうして人を煩わせようか！」と答え、取り合わなかった。姚襄は伊水を挟んで桓温を迎え撃ったが、桓温は陣形を整えて自ら武具を着けて督戦し、姚襄はこれに大敗を喫して死者は数千に及んだ。配下の張駿・楊凝らはみな桓温により捕らえられ、尋陽へと送られた。姚襄は配下の数千騎を伴って、洛陽の北邙山に逃亡した。その夜、民の中で妻子を棄てて姚襄に付き従った者は五千人余りに上り、さらに陽郷に移ると、これに赴いた者は四千戸余りを数えた。姚襄が西へ逃亡すると、桓温はこれを追撃したが、果たせなかった。
その後、平陽に至ると、前秦の并州刺史尹赤は再び兵を率いて姚襄に帰順した。こうして姚襄は平陽を支配下に入れ、襄陵に拠った。
前秦の大将軍・冀州牧張平が平陽を攻めると、姚襄はこれに敗れたが、張平と義兄弟の契りを交わし、各々兵を収めた。

### 関中侵攻と最期
升平元年（357年）3月、姚襄は北屈へ移ると、再び関中攻略を目論んだ。4月、北屈から軍を進めて杏城に駐屯し、従兄の輔国将軍姚蘭に敷城を攻略させ、兄の曜武将軍姚益・左将軍王欽盧には各々兵を与えて北地の諸勢力を招聘させた。これにより、羌胡や前秦の民で帰順する者が五万戸余りに及んだ。前秦君主苻生は苻飛龍を派遣して姚蘭を攻撃し、姚蘭は敗れて捕らえられた。
姚襄は兵を率いて進んで黄洛に拠ると、苻生は衛大将軍苻黄眉・平北将軍苻道・龍驤将軍苻堅・建節将軍鄧羌に歩騎1万5千を与えて迎え撃たせた。これに対して姚襄は、堀を深く塁を高くして守りを固め、応戦しようとはしなかった。
5月、鄧羌は騎兵3千を率い、塁門に迫る形で布陣し、姚襄を煽った。姚襄は怒って出撃しようとすると、沙門智通は「去年は太白（金星）が鎮（土星）を犯し、今年は彗星が関右を掃いております。出師には利が無いかと存じます。今は兵を励まして衆を収め、後挙をお考えなされますよう」と固く諫めたが、姚襄は「二雄が共に立つことはないであろう。天が徳を棄てずに黎元を救うことを願うばかりだ。我が計は既に決しており、衆を惑わす者は斬る」と述べ、全軍を挙げて撃って出た。鄧羌は相手に優勢に立っていると思わせるように軍を退き、 姚襄軍を本陣から遠く引き離させた。姚襄はこれに掛かり、追撃を続けて三原にまで至ったが、 ここで鄧羌は騎兵を反転させ、敵軍に突撃を開始した。これを合図に、苻黄眉と苻堅が率いる本隊が姿を現し、大規模な戦闘となって姚襄は大敗を喫した。彼は黧眉騧と呼ばれる駿馬に乗っていたが、その馬が転倒した事で前秦軍に捕まり、斬り殺された。享年27であった。
弟の姚萇は敗残兵を纏め上げると、苻生に降伏した。姚襄は父である姚弋仲の棺を軍中に置いていたが、苻生は王の礼をもって姚弋仲を葬り、また公の礼をもって姚襄を葬った。
建初元年（386年）、姚萇が後秦を興すと、姚襄を魏武王と追諡し、孫の姚延定を東城侯に封じた。

## 人物・逸話
姚襄は若くしてその名を馳せ、世に冠たる雄武さを誇り、学問を好んで博識であり、談論を善くこなした。その為、江東の士人はみな彼を重んじていたという。また、勇ましさと慈愛を兼ね備えていたので、幾度か敗戦を喫したものの、民は姚襄の所在を知ると、老人の手を取り幼子を背負い、その下へと馳せ参じたという。洛陽で敗戦した折には、桓温軍では姚襄が戦乱の中で傷を負って死んだとの噂が流れており、桓温に捕らえられていた許・洛の士女は、その殆どが北を望んで涙を流したという。姚襄が人心を得ている様はこれほどであった。
弘農出身の楊亮は姚襄に帰順しており、姚襄は彼を客人の礼をもって厚遇していたが、姚襄が敗れるに及んで桓温の下へ奔った。桓温は彼に姚襄の人となりを問うと、楊亮は「襄の神明・器宇な様は、孫策に匹敵します。雄武に関しては、これを凌駕しております」と答えた。姚襄が重く見られているのは、このようであったという。

## 家系

### 父
- 姚弋仲

### 兄弟
- 姚益[5]
- 姚若
- 姚萇（後秦の創建者）
- 姚緒（晋公）
- 姚碩徳（隴西公）
- 姚尹買
- 姚旻
- 姚晃
- 姚紹（魯公）
- 姚靖

### 孫
- 姚延定（東城侯）
- 姚祥